# Острая сила
О́страя си́ла (англ. sharp power) — форма внешнеполитической деятельности, предполагающая использование средств манипулирования общественным мнением в других странах и направленная на подрыв их политических систем. Термин «острая сила» применяется к авторитарным режимам и может включать в себя усилия страны по воздействию на политическую обстановку и информационное поле демократических стран с целью введения общественности в заблуждение, ограничения свободы слова, сокрытия или отвлечения внимания от негативной информации о своей стране за рубежом.

## История понятия
Термин «острая сила» был введен в оборот Кристофером Волкером и Джессикой Людвиг, исследователями Национального фонда в поддержку демократии, и впервые упомянут в докладе Sharp Power: Rising Authoritarian Influence in the Democratic World, опубликованном в ноябре 2017 года.
К.Волкер и Д.Людвиг сформулировали термин «острая сила» по аналогии с тактильными метафорами «мягкой» и «жесткой» сил профессора Гарвардского университета Джозефа Ная. Эта форма внешнеполитической деятельности получила название «острая» в связи с тем, что используемые авторитарными режимами методы «острой силы» проникают в политическую и информационную сферу других стран как «нож» или «шприц».
Начиная с 2018 года термин «острая сила» стал активно употребляться прежде всего в странах Запада в новостных статьях, на научных дискуссиях и слушаниях в Конгрессе США. Это понятие также использовалось представителями Коммунистической партии Китая для опровержения заявлений западных журналистов и политиков об использовании Китаем инструментов «острой силы».

## Общие сведения
К.Волкер и Д.Людвиг утверждают, что в условиях новой геополитической ситуации представителям СМИ, политическим деятелям и исследователям следует отказаться от использования термина «мягкая сила» в отношении стран с авторитарным режимом. Взамен ими было предложено использовать понятие «острая сила», в структуре которой авторы выделили три взаимосвязанных компонента: подрывную деятельность, запугивание и давление. Именно эти характеристики, по мнению К.Волкера и Д.Людвиг, подтверждают выдвинутый ими тезис о том, что «острая сила» вовсе не направлена на увеличение собственной привлекательности и убеждение в этом населения и правящих элит других стран. «Острая сила» — это прежде всего агрессивные действия, которые сосредоточены на манипулировании и искажении информации о стране за рубежом.
В новом докладе Национального фонда в поддержку демократии  Sharp Power: Rising Authoritarian Influence in the Democratic World подчеркивается, что использование авторитарными режимами разнообразного набора инструментов (международных образовательных программ, всесторонней культурной деятельности и т. д.) для формирования особого восприятия своей страны за рубежом не может рассматриваться через призму «мягкой силы». В то же время эти усилия по оказанию влияния на демократические страны не являются проявлением концепции «жёсткой силы», которая, согласно определению Джозефа Ная, связана с применением военного и/или экономического принуждения.
Вопреки мнению, распространенному среди западных исследователей, К.Волкер и Д.Людвиг приводят довод о том, что попытки автократий распространять своё воздействие на демократические страны за счет активной деятельности в таких сферах, как СМИ, культура и наука, не являются «пропагандистским наступлением» или усилиями по «завоеванию сердец и умов» — категорий, которые обычно характеризуют инструменты «мягкой силы».

## Примеры
К странам, представляющим существенную угрозу для целостности демократических государств во всем мире, К. Волкер и Д. Людвиг относят Китай и Россию.

Эти могущественные и решительные авторитарные режимы (КНР и Россия), систематически подавляющие политический плюрализм и свободу слова с целью удержания власти в своих странах, все больше применяют эти принципы на международном уровне в угоду собственным интересам.
Оригинальный текст (англ.)These powerful and determined authoritarian regimes, which systematically suppress political pluralism and free expression in order to maintain power at home, are increasingly applying the same principles internationally to secure their interests.
— Christopher Walker and Jessica Ludwig
К. Волкер и Д. Людвиг подробно рассматривают особенности использования «острой силы» Китаем и Россией. Они пишут о том, что эти страны стремятся проникнуть внутрь демократических систем, чтобы приобрести сторонников и нейтрализовать критику в адрес своих авторитарных режимов. Для этого в начале XXI века Китай и Россия пересмотрели своё отношение к цензуре. Теперь их системы допускают распространение значительного объема разнообразной информации, однако, она не отличается объективностью и не допускает плюрализм мнений при освещении политических событий. Именно разнообразие тем новостей, доступных для иностранцев, позволяет скрыть от них тот факт, что в этих авторитарных странах власти искореняют инакомыслие и значительно ограничивают свободу слова.
Особый интерес вызывает тот факт, что в эпоху гиперглобализации КНР и России удалось достичь «существенной асимметрии в открытости», которая выражается в том, что «репрессивные режимы» установили на своих территориях более высокие барьеры для проникновения политических и культурных веяний из демократических стран и одновременно усилили свое авторитарное влияние за рубежом за счет открытости демократических систем.
Исследователи утверждают, что Китай и Россия сумели далеко продвинуться в реализации концепции «острой силы». Это связано прежде всего с тем, что молодые демократии в Латинской Америке и Центральной Европе очень уязвимы для давления со стороны авторитарных государств, поскольку демократический режим в них еще недостаточно укоренился. Кроме того, для политических деятелей, журналистов, академиков и ученых из исследовательских центров демократических стран установление контакта с представителями из России и Китая представляет возможность получить доступ к их информационным ресурсам и занять более привилегированное место в своем обществе.

## Критика
Концепция «острой силы» была изучена и рассмотрена в работах целого ряда западных исследователей. По мнению американского политолога Джозефа Ная, достаточно сложно определить границы между «мягкой» и «острой» силами. В связи с этим он предлагает в качестве синонима «острой силы» использовать термин «информационная война». В статье China’s Soft and Sharp Power Д.Най пишет о том, что вопреки утверждениям Кристофера Волкера и Джессики Людвиг, попытки Китая и России использовать публикации в СМИ, материалы аналитических центров и разного рода культурные и научные контакты за рубежом не должны рассматриваться демократиями лишь как проявление авторитарного влияния. В подтверждение Джозеф Най пишет о том, что Китай вслед за США запустил программы, стимулирующие посещение страны иностранными студентами, что является примером применения Китаем инструментов «мягкой силы». Однако он подчеркивает, что даже такие программы обмена могут перейти в разряд «острой силы», если, например, происходят манипуляции с визами для ограничения критики текущей политической ситуации в КНР. Таким образом, демократические страны должны уметь определять, когда инструменты «мягкой силы» применяются Китаем в мирных целях, а когда они используются в рамках концепции «острой силы».
В статье How Sharp Power Threatens Soft Power Джозеф Най акцентирует внимание на том, что «острая сила» — явление не новое, и этот стиль поведения в международных отношениях можно увидеть еще в XX веке. Манипулирование идеями, восприятием политических реалий и выборными технологиями имеет длительную историю. Так, например, в годы Холодной войны США осуществляли тайное финансирование антикоммунистических партий в ходе выборов в 1948г. в Италии. Помимо этого США в лице Центрального разведывательного управления оказывали скрытую поддержку Конгресса за свободу культуры в 50-60-х гг. прошлого столетия. Таким образом Джозеф Най приходит к выводу, что инструменты «острой силы» могут использоваться не только авторитарными режимами, но и демократическими.
Д.Най утверждает, что демократиям не следует переусердствовать в своем стремлении слишком остро реагировать на использование Китаем методов информационной войны.. И лучшей защитой против использования авторитарными режимами программ «мягкой силы» в качестве инструментов «острой силы» является разоблачение и предание гласности подобных попыток.

Демократии пока еще не разработали адекватных стратегий сдерживания и обеспечения устойчивости. Им также необходимо внимательнее следить за тем, чтобы российские и китайские программы «мягкой силы», как, например, Институт Конфуция, не скатывались к применению «острой силы». Однако лучшей оборонной стратегией остается открытость: сталкиваясь с этим вызовом, пресса, научное сообщество, гражданские организации, правительство и частный сектор должны сосредоточиться на разоблачении методов информационной войны, вакцинируя общественность за счет разоблачений..
Оригинальный текст (англ.)Democracies have not yet developed adequate strategies for deterrence and resilience. They will also have to be more attentive to making sure that Russian and Chinese soft power programs, such as Confucius Institutes, do not slip into “sharp” power. But openness remains the best defense: faced with this challenge, the press, academics, civic organizations, government, and the private sector should focus on exposing information warfare techniques, inoculating the public by exposure.
— Joseph S. Nye
Шанти Калатил (Shanthi Kalathil), руководитель программы «Международный форум демократических исследований» Национального фонда демократии, сходится с Д.Наем во мнении, что демократическим государствам следует воздерживаться от ксенофобии, которая может сократить их истинную «мягкую силу». Она также призвала страны осуществлять необходимый контроль за организациями, сотрудничающими с китайскими культурными учреждениями, такими как Институт Конфуция, для своевременного пресечения ситуаций, когда культурная деятельность становится манипулятивным источником авторитарной власти.
Мануэль Муньис (Manuel Muñiz), декан Школы международных отношений при университете IE University в Испании, ставит под сомнение существование «острой силы». По его мнению, речь идет скорее не об изменении «используемого оружия», а о смене «поля битвы», поскольку борьба теперь по большей части осуществляется в Интернете
Бывший приглашенный исследователь Гарвардского университета и стипендиат программы Фулбрайта в университете Джорджа Вашингтона Франсиско Родригес-Хименес (Francisco Rodríguez-Jiménez) полагает, что понятие «острая сила» пришло на смену термину «пропаганда». Однако он видит одно принципиальное различие между ними:

Пропаганда направлена на быстрое достижение результата, в том
 время как "острой силе", как и "мягкой", требуется больше времени для оказания влияния на общественное мнение..
Оригинальный текст (исп.)La propaganda busca una acción inmediata; el sharp power trata de influir en la opinión más lentamente, como lo haría el 'poder blando'.
— Francisco Rodríguez-Jiménez
Концепция «острой силы» подверглась жёсткой критике со стороны правительства КНР. 2 марта 2018 года Ван Гуокинг (Wang Guoqing), официальный представитель Народного политического консультативного совета Китая, в ходе пресс-конференции перед открытием ежегодной сессии НПКСК в Пекине заявил, что не в первый раз Запад вводит новый термин, чтобы осудить политику, проводимую властями Китая. Ранее в США и странах Европы в этих целях использовалось понятие «китайская угроза».

Утверждение о том, что Китай использует «острую силу» подтверждает, что некоторые страны Запада твердо придерживаются двойных стандартов и взглядов периода холодной войны. Они смотрят на Китай с предвзятостью, дискриминацией и враждебностью, и, по сути, «острая сила» является новой версией теории «желтой опасности».
Оригинальный текст (кит.)这种炒作充分反映了西方某些势力顽固地以意识形态划线，坚持冷战思维和双重标准，对中国充满了偏见、歧视和敌视，本质上这是“中国威胁论”的新版本。
— Wang Guoqing